# Успадковуваність
Успадковуваність — це частка мінливості певної ознаки, що зумовлюється спадковими факторами. Поняття успадковуваності широко використовується у селекції, а також у кількісній та популяційній генетиці.
Розрізняють кілька типів успадковуваності: реалізована успадковуваність — це поняття, що використовується селекціонерами для оцінки доцільності проведення подальших селекційних робіт, вона є наближеною до істинної успадковуваності. Істинна успадковуваність поділяється на два типи: успадковуваність у широкому розумінні, та успадковуваність у вузькому розумінні (це тільки та частка мінливості, що зумовлена адитивною дією генів).

## Реалізована успадковуваність

Графіки розподілу фенотипових ознак у вихідній популяції та першому поколінні після відбору. Позначені величини, необхідні для обчислення реалізованої успадковуваності

Метою селекції є отримання найбільш високоефективних сортів рослин та порід тварин. У своїй роботі селекціонери часто стикаються із наступною економічною проблемою: для отримання продуктивнішого наступного покоління слід відібрати тільки найкращих особин для схрещування, але якщо використати надто малу їх кількість, тоді по-перше кількість гібридів першого покоління також буде низькою, по-друге є ризик прояву інбердної депресії. Через це важливим завданням селекціонера є обрахунок можливої користі від селекційної роботи. Її можна оцінити на основі показника успадковуваності. Найлегше обрахувати реалізовану успадковуваність:
де H — успадковуваність; Y — середня продуктивність популяції; Yo — продуктивність нащадків; Yp — продуктивність батьків.
Іншими словами реалізована успадковуваність обчислюється як відношення приросту, отриманого внаслідок селекції, (Yo - Y) до «кількості застосованої селекції» (Yp - Y). Якщо приріст рівний нулю, тоді і успадковуваність буде нульовою, з чого можна зробити висновок, що жодні подальші селекційні роботи не призведуть до покращення досліджуваної ознаки. Проте, це не означає, що на мінливість ознаки не впливають гени, цілком можливо, що внаслідок тривалого відбору всі вони перейшли у гомозиготний стан.

## Успадковуваність у широкому розумінні
На формування фенотипу організму, впливає генотип та середовище. А отже мінливість особин у популяції, представлену через дисперсію, можна розбити на дві складові: мінливість зумовлена дією спадкових факторів та мінливість зумовлена впливом середовища:
де VPh — загальна дисперсія, VG — дисперсія зумовлена генетичними факторами, VE — дисперсія зумовлена довкіллям.
Ця модель дещо спрощена, оскільки крім наведених складових також можлива коваріація між спадковим та середовищним фактором, що потребує введення додаткової змінної (VGE). Наприклад, якщо існує ген, що відповідає за музичні здібності людини, то у сім'ї, де обоє батьків мають цей ген, вони не тільки передадуть його своїй дитині, а й, цілком можливо, створять умови для розвитку її музичної освіти, оскільки імовірно, вони самі є музикантами або цікавляться музикою. Отже генетична складова мінливості в такому випадку впливає не тільки безпосередньо на прояв ознаки, а й на середовище. Проте за умов експерименту такі взаємодії можна регулювати і зводити до мінімуму, що дозволяє дотримуватись простішої моделі.
Успадковуваність у широкому розумінні — це частка загальної фенотипової мінливості, що виникає внаслідок впливу будь-яких спадкових факторів. Успадковуваність у широкому розумінні позначається як H2 або HB:
Успадковуваність у широкому розумінні найчастіше використовують у психогенетиці.

## Успадковуваність у вузькому розумінні
Дисперсію, зумовлену генетичним фактором, можна розбити на дрібніші величини, що відображають вплив на мінливість: домінантності (VD), епістазу (VE) та адитивної взаємодії генів (VA). Тоді загальна формула для мінливості набуде вигляду:
Успадковуваність у вузькому розумінні це тільки та частина загальної мінливості, що зумовлюється адитивною дією генів (полімерією), ця величина позанчається h2 або HN:
У селекції зазвичай використовується саме успадковуваність у вузькому розумінні, оскільки вона дозволяє передбачити результати селекційної роботи.

## Методи оцінки успадковуваності
Успадковуваність можна оцінити кількома різними методами: по-перше, як описано вище, можна обчислити реалізовану успадковуваність; по-друге, внесок спадковості та середовища у мінливість можна визначити мінімалізувавши один із цих факторів; по-третє успадковуваність можна досліджувати на основі порівняння родичів та близнюкових досліджень. Останнім часом також став використовуватись метод сегрегації маркерних генів.

### Мінімалізація компонентів загальної дисперсії

Стандартний метод визначення, чи є ознака спадковою у дослідних організмів (пояснення в тексті).

Якщо один із факторів, що впливають на мінливість ознаки, звести до нуля, то можна визначити частку дисперсії зумовлену іншим фактором.
У дослідних організмів можна встановити чи є певна ознака спадковою наступним методом: у батьківській популяції відібрати дві групи організмів із крайніми значеннями ознаки та провести схрещування в межах кожної із груп. Після цього потомство, отримане від такої гібридизації вирощується в однакових умовах. В такому випадку середовищна компонента дисперсії буде рівна нулю, і будь-які відмінності між двома класами потомства зумовлюватимуться генетичними факторами. Отже, якщо особливих відмінностей не спостерігатиметься, це свідчитиме, про те, що ознака не є спадковою, у зворотному випадку, можна говорити про успадковуваність ознаки.
Схожий підхід можна використати і для кількісної оцінки, а саме визначення значення успадковуваності у широкому розумінні. Генетичну складову мінливості можна усунути, використовуючи чисті лінії або клони. Наприклад Ф.Робертсон вивчав мінливість довжини грудей у дрозофіли: він встановив, що дисперсія у генетично різнорідній популяції становить 0,366; а в генетично гомогенній (використовувались інбредні лінії) — 0,186. Виходячи із цих даних можна обрахувати VG:
VG = VPh - VE = 0,366 - 0,186 = 0,180
А отже успадковуваність у широкому розумінні для довжини грудей у плодової мушки становитиме:
H2 = 0,180/0,366 = 0,49
З іншого боку успадковуваність можна обчислити і мінімалізувавши вплив середовища на мінливість організмів: наприклад шляхом вирощування рослин у парниках. Отримані дані порівнюються із дисперсією у популяції, що перебуває в природних умовах.

### Порівняння родичів
Порівняння певної кількісної ознаки у родичів може дозволити визначити успадковуваність у вузькому розумінні. Для цього визначається коефіцієнт кореляції для цієї ознаки (robs), а також ступінь спорідненості між родичами (rexp). Рівень спорідненості відображає частку спільних поліморфних генів в особин, і відомий для будь-якої пари родичів (наприклад для монозиготних близнят він становить 1, для батьків та їхніх дітей, а також для братів/сестер — 0,5). Співвідношення цих двох величин і дає занчення успадковуваності у вузькому розумінні:
Проте порівняння фенотипів родичів, особливо у людей, часто може дати дуже спотворену інформацію про успадковуваність, через те, що у сімей, зазвичай спільними є не тільки гени, а й середовище. Отже сімейні ознаки, не обов'язково є спадковими ознаками. Інколи відрізнити їх досить важко, наприклад у 1910 році Комісія по охороні здоров'я США дійшла висновку, що пелагра — це генетичне захворювання, на основі того факту, що ним хворіли цілі сім'ї. Зараз відомо, що цей розлад пов'язаний із нестачею вітаміну B3, і повністю залежить від дієти.
Порівняння родичів також використовують для визначення успадковуваності особистих якостей, таких як коефіцієнт інтелекту, схильність до алкоголізму чи поведінкових розладів. Проте найбільша кореляція серед всіх подібних характеристик спостерігається для політичних і релігійних поглядів, які, очевидно, не є спадковими. Тому, щоб відрізнити сімейні риси від спадкових, для досліджень часто використовують усиновлених дітей та їхніх біологічних батьків.

### Дослідження сегрегації генетичних маркерів
Визначити, чи є певна ознака спадковою, можна також використовуючи метод сегрегації генетичних маркерів. При цьому слід встановити, чи організми, що несуть різні алелі маркерного гену, також відрізняються і за середнім значенням певної кількісної ознаки у фенотипі. Якщо така закономірність буде має місце, це свідчить про те, що маркерний ген, який сам ніяк не впливає на ознаку, зчеплений із геном, який на неї впливає.
Такий метод можна використовувати тільки при вивченні тих організмів, для яких відома велика кількість поліморфних генів у різних ділянках геному, алелі яких можна визначити певним методом: наприклад електрофоретичним аналізом варіантів білків, або у хребетних імунологічними методами. Наприклад, було показано, що у курей з різними групами крові відрізняється також і маса яєць. Наскільки зараз відомо, антигени груп крові не впливають на розмір яєць, імовірно, гени, що визначають ці дві ознаки тісно зчеплені.